# Flèche wallonne 1994
La Flèche wallonne 1994, 58e édition de la course, a lieu le 20 avril 1994 sur un parcours de 205 kilomètres, entre Spa et le mur de Huy. La victoire revient pour la troisième fois à l’Italien Moreno Argentin.
Sont présents au départ 190 cyclistes, dont 54 ont terminé la course.
Cette édition est marquée par le triplé de l'équipe Gewiss-Ballan. La course est remportée par Moreno Argentin devant ses coéquipiers Giorgio Furlan et Evgeni Berzin, après s'être échappés du peloton à 72 kilomètres de l'arrivée, pour ne plus jamais être rattrapés. Après la course, la performance dominante des coureurs Gewiss a suscité des soupçons. Leur médecin d'équipe, Michele Ferrari, a été interviewé par le journal L'Équipe le lendemain de la course et a répondu à des questions sur l'érythropoïétine (EPO), une substance utilisée à des fins de dopage. Parlant des dangers de l'EPO, Ferrari a déclaré qu'il ne le considérait pas plus dangereux que « dix litres de jus d'orange »,.

## Classement final
| #  | Coureur              | Équipe        |    | Temps           |
| -- | -------------------- | ------------- | -- | --------------- |
| 1  | Moreno Argentin      | Gewiss-Ballan | en | 4 h 56 min 00 s |
| 2  | Giorgio Furlan       | Gewiss-Ballan | +  | 0 s             |
| 3  | Evgueni Berzin       | Gewiss-Ballan |    | 22 s            |
| 4  | Gianni Bugno         | Polti         |    | 1 min 14 s      |
| 5  | Stefano Della Santa  | Mapei-CLAS    |    | 1 min 14 s      |
| 6  | Francesco Casagrande | Mercatone Uno |    | 1 min 23 s      |
| 7  | Claudio Chiappucci   | Carrera       |    | 1 min 23 s      |
| 8  | Davide Cassani       | GB-MG Magl.   |    | 1 min 29 s      |
| 9  | Ronan Pensec         | Novemail      |    | 1 min 35 s      |
| 10 | Marco Giovannetti    | Mapei-CLAS    |    | 1 min 39 s      |